# کلیسای کاتولیک کلدانی
کلیسای کاتولیک کلدانی (سریانی کلاسیک: ܥܕܬܐ ܟܠܕܝܬܐ ܩܬܘܠܝܩܝܬܐ) از کلیساهای وابستهٔ سریانی شرقی کلیسای کاتولیک شرقی تحت سریر مقدس جاثلیق-پاتریارک بابل، است و کمونیون کامل را با پاپ بقیه کلیسای کاتولیک حفظ می‌کند. هم‌اکنون کلیسای کاتولیک کلدانی از حدود ۵۰۰٬۰۰۰ در شمال عراق، و مناطق مجاور در جنوب غربی ترکیه و شمال غربی ایران تشکیل می‌شود.